# Laaer Herrengüter
Laaer Herrengüter ist eine unbewohnte Katastralgemeinde der Gemeinde Laa an der Thaya im Bezirk Mistelbach in Niederösterreich.
Die Katastralgemeinde befindet sich nordöstlich von Laa an der Thaya und nordöstlich des Ruhhofes.
Bei der Katastralgemeinde handelt es sich um die Ländereien mehrerer Gutshöfe; Das Gebiet wird ausschließlich landwirtschaftlich genutzt.